# Ламелярні обладунки

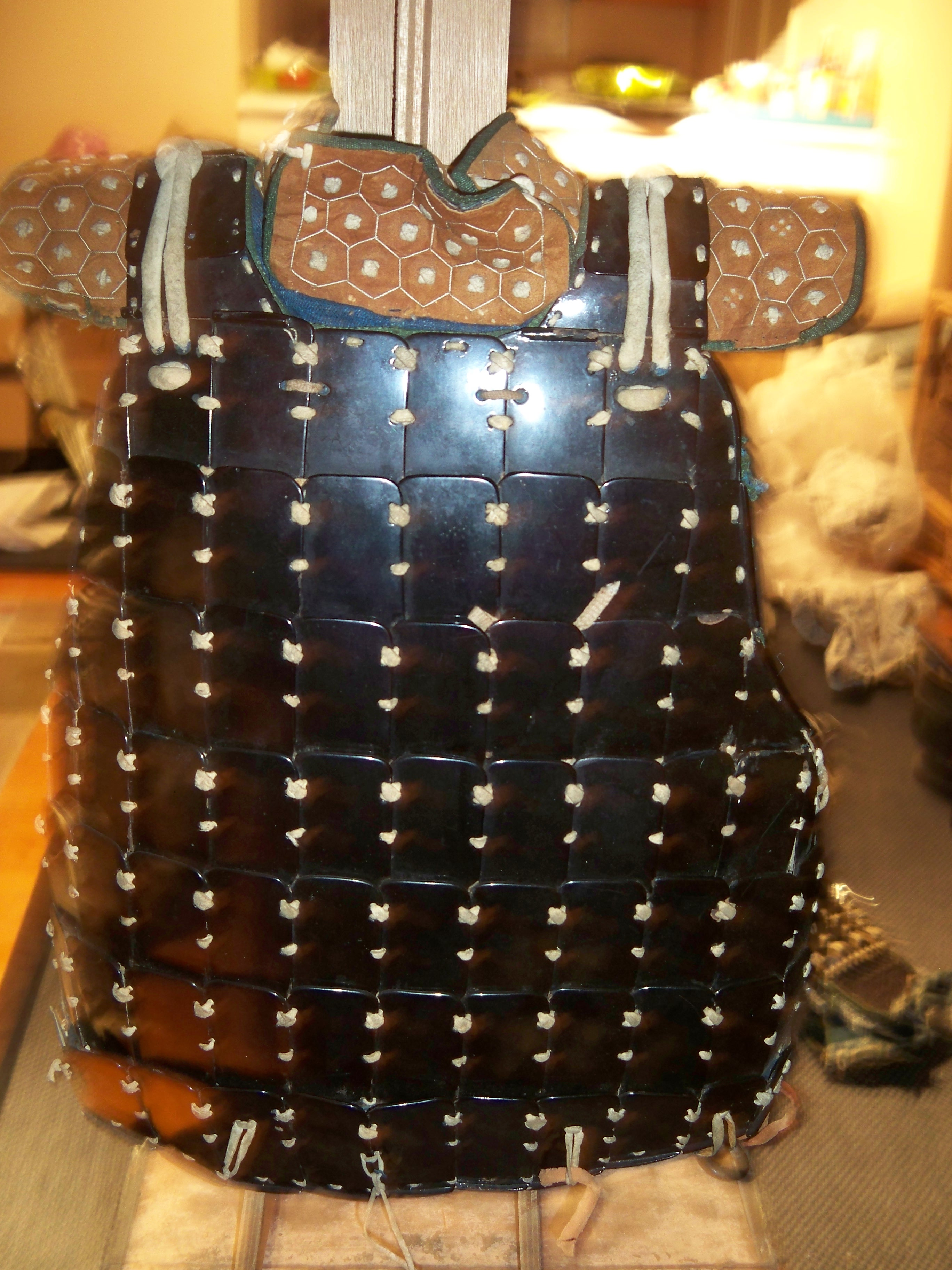
Самурайський ламеллярний обладунок

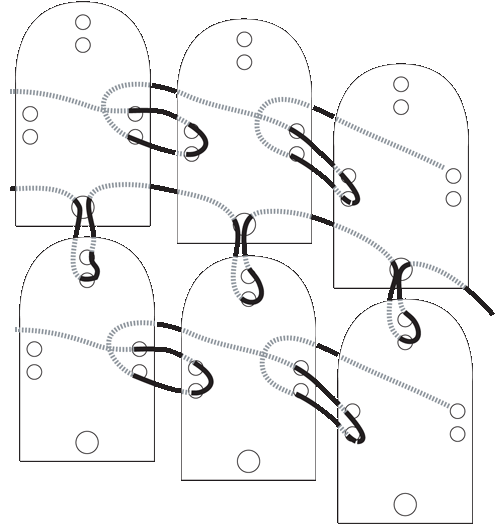
Приклад того, як ламеллярні обладунки скріплюються разом шнурком

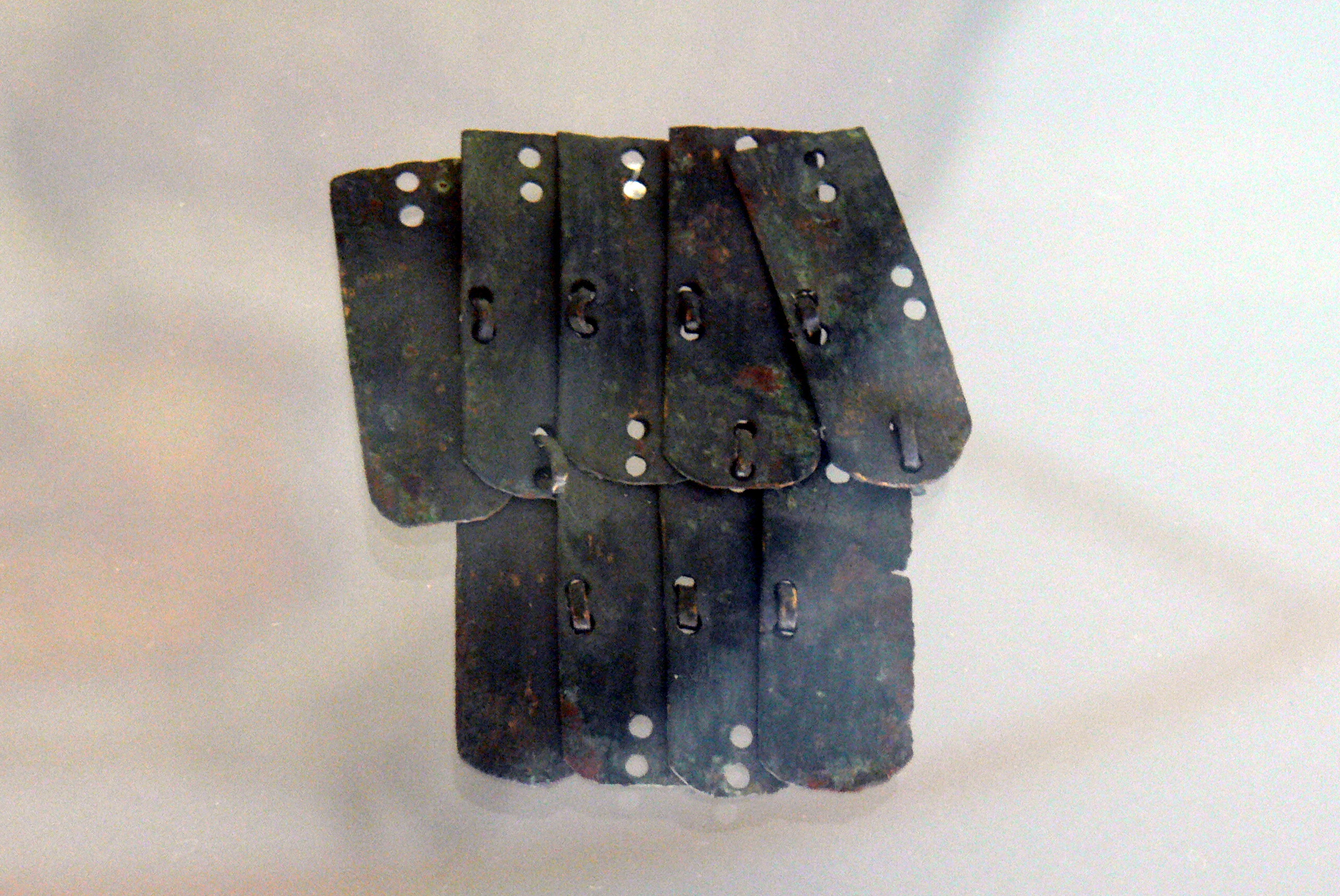
Римський ламеляр

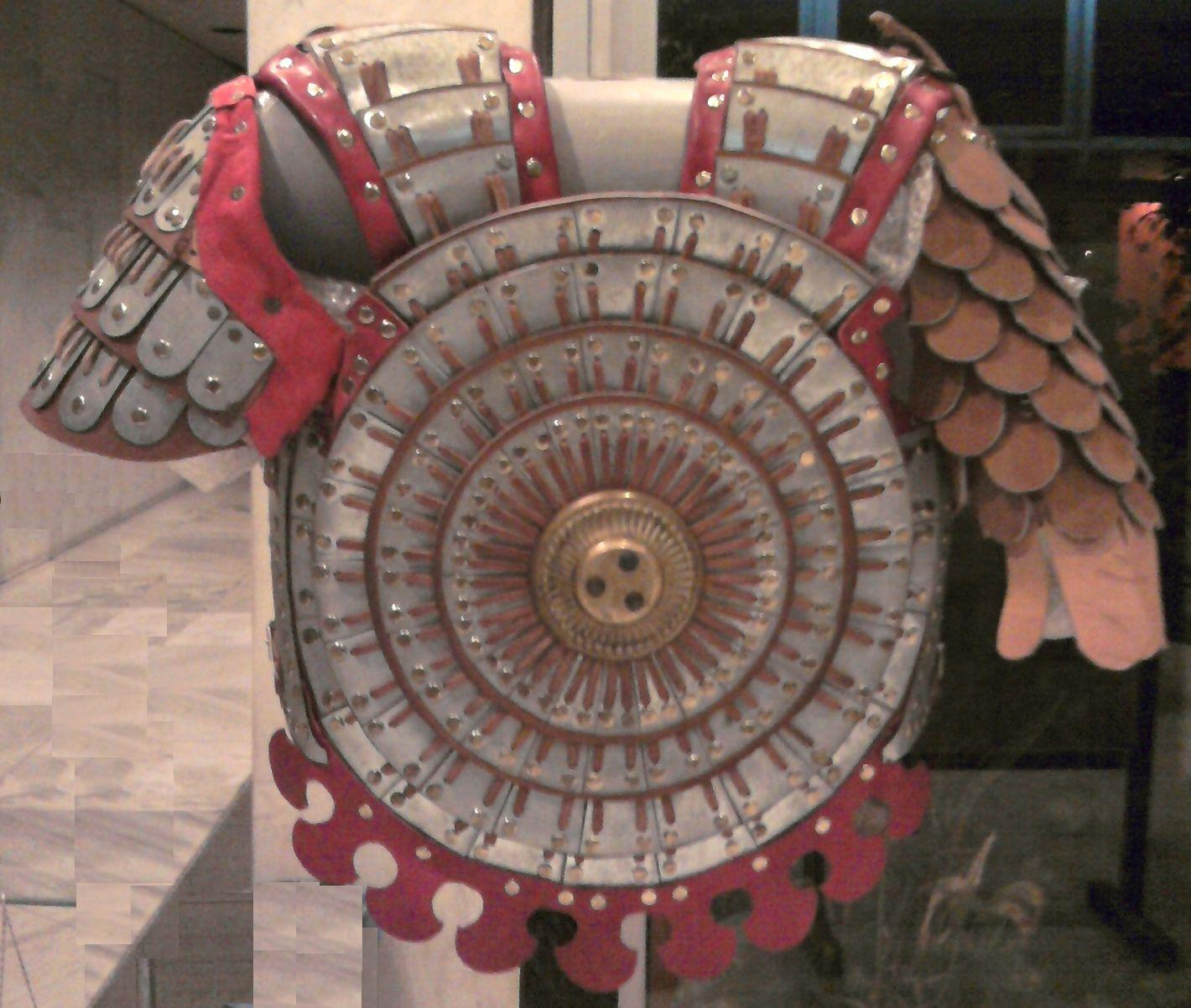
Візантійський кліваніон (Κλιβάνιον) — прототип зерцального обладунку

Ламелярні обладунки, ламелярний обладунок (лат. lamellaris, «пластинчастий», від lamella — «пластинка, планка, смуга») — пластинчастий обладунок. Загальна назва обладунків з пластин, сплетених між собою шнуром.
Пластинчастий обладунок зазвичай існував або у вигляді корсета-кіраси, часто з довгим подолом, що грає роль набедреників, або у формі ламелярного халату завдовжки до колін, з розрізами спереду і ззаду; в обох випадках він як правило доповнювався наплічниками у вигляді листів ламелярного полотна, іноді — захистом шиї і паху. Розмір пластин ламеляру міг бути самим різним, від дуже дрібних, полотно з яких по рухливості наближалося до кільчастих, і до великих, довжиною майже з долоню дорослої людини, які становили порівняно малорухомий, але міцний обладунок.
Специфічні форми ламелярного обладунку, що походять від загальної для всього Далекого Сходу конструкції, являли собою класичні самурайські обладунки — на відміну від більш пізніх самурайських обладунків, серед яких часто зустрічалася як ламінарний, так і шинна конструкція елементів.
Через посередництво народів Великого Степу ламелярна конструкція обладунку потрапила також в Київську Русь і Візантію. Розкопки гомельської обладункової майстерні, виявленої в 1987 році, допомогли ідентифікувати понад 600 обладункових пластин, більшість з яких, за версією археологів, зв'язувалися саме в ламелярні обладунки. Були знайдені заготовки пластин, окрім того — кілька бракованих, тріснутих при пробитті в них отворів для шнурівки. На сьогодні Гомельська майстерня — найбільший з відомих складальних цехів Середньовічної Русі. Вона була знищена пожежею під час монгольського погрому в місті в 1239 році. Окремі знахідки пластин, які можуть бути ідентифіковані як ламелляри, є і в археологічній історії Західної Європи. Наприклад, один з воїнів, загиблих в битві при Візбі, носив короткий ламелярний панцир крою корсет-кіраса.
На даний момент немає наукового підтвердження гіпотезі про існування за межами Японії ламелярної броні з декількох шарів проклеєної шкіри, яка, за деякими версіями, носилася малозабезпеченими воїнами на Русі і в Скандинавії. Як вчить історія, професійні воїни (головні споживачі професійного спорядження) завжди були забезпеченим соціальним прошарком. Маючи сировину у вигляді листів шкіри, немає ніякого практичного сенсу робити трудомістку роботу вирізаючи з них окремі пластини, — набагато простіше зібрати з великих смуг того ж матеріалу ламінарний обладунок.
- в Японії металеві пластини обов'язково обклеювали шкірою і покривали лаком (щоб уникнути корозії у вологому кліматі).
- в Сибіру та Америці існували ламеляри з кістяних (включаючи китовий вус, роги оленя і ікла моржа) і навіть дерев'яних пластин, призначені для захисту від стріл з кістяними наконечниками, які носилися тими, хто не міг дозволити собі ламелляр з металевих пластин.

Також ламелярні обладунки (лорика сквамата), судячи з археологічних знахідок, використовувалися в Стародавньому Римі, але у них пластини були з'єднані металевими скобами, а не шнуром.